# Nome ebraico
I nomi ebraici sono nomi che hanno origine nella lingua ebraica e aramaica, e tradizionalmente dal Tanakh (Bibbia ebraica). Sono nomi usati soprattutto da persone che vivono in parti del mondo con predominanza ebraica o cristiana, sebbene alcuni nomi vengano adattati anche in alcuni contesti islamici, specialmente se un nome ebraico è citato nel Corano. Quando i musulmani che parlano ebraico danno un nome, non usano nomi specificamente cristiani o ebraici, ciò dipendendo anche dalla pronuncia o dall'uso etimologico od omofono.
A causa della loro origine molto antica, i nomi presenti nei libri composti in ebraico, attraversando secoli, civiltà diverse e lingue con alfabeti e grammatica profondamente diversi, hanno subito forti modifiche alla fonetica, a volte perdendo anche il legame con l'etimologia e il significato di origine. Un aspetto integrale della cultura ebraica è il legame, quasi sostanziale, tra la parola e la cosa: nella stessa Bibbia i nomi di Dio, di Gesù, degli angeli e dei demoni sono la principale e più sintetica fonte di informazione sul fine e sul modo immutabili che dirigono la loro opera verso il genere umano e verso la natura, orientata al pro o contro Dio Creatore. Anche per gli uomini e donne della Bibbia il nome è spesso rivelatore e profetico, oltre ad avere il suo valore storico di nome proprio di persona realmente utilizzato dai contemporanei. Il nome ha tale importanza che nello stesso capitolo (Luca 1) non Giuseppe e Zaccaria secondo l'uso secolare della legge mosaica, ma l'angelo stesso rivela a Elisabetta e a Maria i nomi scelti da Dio per i loro figli, Gesù e Giovanni, una notizia all'interno di un messaggio fatto di pochissime parole contate.
Cristianità e Islam hanno un comune nome di Dio (El, Elohim, Allah) di cui sono figli spirituali, un comune nome degli angeli (da El derivato), hanno un comune testo sacro biblico, e si proclamano figli di Abramo mediante Ismaele o mediante Giacobbe e i suoi dodici figli: un legame di spirito e di sangue con la religione ebraica, e per la diffusione del popolo ebraico in tutto il mondo, è un uso molto comune dare un nome ebraico al neonato durante il rito che lo presenta alla comunità dei credenti (per i cristiani è il battesimo), e tale nome è poi riconosciuto anche dalla autorità statale, divenendo quello che la persona porterà per tutta la vita. 
Tuttavia, come detto all'inizio, nell'islam questa tradizione è poco diffusa: progenitori, compagni (anche non arabi), figli e discendenti del Profeta hanno nomi arabi, ma non nomi di Ḥanīf (precursori, padri spirituali) comuni con l'Ebraismo e la Cristianità. La Bibbia è oggetto di fede nell'islam, è tradotta in arabo e di conseguenza anche i nomi ebraici esistono da secoli in lingua araba. Per l'importanza che ha il nome proprio nella cultura ebraica e nella cultura araba, oltre alla devozione religiosa presente per questi nomi biblici, un dato più rilevante è quanto di frequente questi nomi biblici siano poi scelti anche come nome proprio di persona.
Non tutti i nomi ebraici sono strettamente di origine ebraica; certi nomi possono essere stati presi da altre lingue (cfr Mosè e Popolo ebraico) in tempi antichi, tra cui l'egiziano, aramaico, fenicio, greco, latino, arabo, spagnolo, tedesco e inglese.
Spesso vengono utilizzati anche nomi di più facile riconoscimento od utilizzo per i non ebrei, comunque sempre originariamente ebraici (cfr Ghiur, Messia, Teshuvah e Tannaim o Neviìm).
Secondo un'antica tradizione, il nome dei nascituri viene rivelato anche ai genitori da Dio (cfr Popolo d'Israele).
I nomi biblici sono composti da una sola parola, in onomastica detta mononimo.
Essa ha un significato in lingua madre, spesso dato dall'unione (in fonetica, crasi) di due brevi parole comuni: esempio Emmanuele,"Dio-con-noi", nome attribuito a Gesù Cristo. 
Come in lingua greca antica i nomi propri sono mononimi, con l'aggiunta di un patronimico. Spesso il mononimo, il nome vero e proprio, è un teoforico, un nome in onore di Dio, ottenuto dall'unione di un nome di Dio in suffisso al nome di una qualità umana: 
- come il suffisso אל -el/-al, a formare i nomi di מיכאל Michele e גבריאל Gabriele, in onore di Elohim (in radice di El).
- come il suffisso Tetragrammaton: le abbreviazioni più comuni fra gli Ebrei sono יה -yāh/-iyyāh e יהו -yāhû/-iyyāhû/-ayhû, a dormare nomi come ישׁעיהו Isaiah, Yəšaʻªyāhû (Isaia), צדקיהו Zedekiah, Ṣiḏqiyyāhû (Zedechia) e שׂריה Seraiah, Śərāyāh. Gran parte della cristianità preferisce suffissi più brevinella traduzione della Bibbia in lingue moderne: in primo luogo il suffisso greco

-ιας -ias trasmesso all'inglese -iah, che generano nomi propri come Τωβιας Tōbias (Tobia, Tobi), e Ιερεμίας Ieremias (Geremia; e in inglese: Jeremiah, Jeremy).
- frasi in onore di Dio, pur prive di un suo nome proprio:
  - nomi legati alle circostanze miracolose della nascita, opera anche dell'intervento divino: ראובן Rəʼûḇēn (trasl. Reuben, it. Ruben), "Vedere un figlio.", e Mosè (salvato dalle acque),
  - l'ebraico טוביהו Ṭôḇiyyāhû (Tobia) significa appunto "Il bene è il (è proprio del) Signore", forse l'unica eccezione a una regola fissa per la quale Jahvè è il nome di un Dio che nell'Antico Testamento non si può nominare, non si può imitare nell'arte, e tantomeno si può predicare con qualche qualità umana: egli è Signore e Re, e di sé dice soltanto io sono colui che sono.

Alcune parole o concetti importanti di derivazione ebraica, che si ritrovano anche nei nomi: Ben (patronimico: "figlio di", equivalente di "Bar"), Barekhu (lett. benedizione liturgica, che introduce la lettura nella sinagoga, e alcuni momenti della liturgia delle ore), Binà (intelletto), Chassid (lett. pio, chassidismo), dibbuq (lett. "possessione": demone ovvero anima di una persona morta che inabita un vivo, associato al vampiro), Gòlem (materia o massa senza forma; essere di creta animato dal soffio divino), Keneset ha-ghedoà (assemblea di 120 anziani del popolo al tempo di Esdra e Neemia), Kippur (lett. "espiazione"), Mazal Tov ("buona stella"), Mazzà (Pane azzimo del Pesach), Nefèsh-Ruach- Neshamà (livello dell'anima più unito al corpo, spirito che vivifica le emozioni, terzo livello), Sèder ("ordine" della prima sera della Pesach, per riti e cerimonie), Shevat (11º mese ebraico, equivalente a Gennaio-Febbraio), Shiv'à (settimana di lutto), Shlemiel (sciocco del villaggio, caduto di schiena), Sukkà (capanna), Tikkùn (restaurazione dell'ordine creato).

## Nomi di origine aramaica
Alla fine del periodo del Primo Tempio, il Regno di Giuda fu distrutto ed iniziò la cattività babilonese
Durante tale periodo, l'aramaico divenne la prima lingua degli Ebrei. Il giudeo-aramaico era la lingua nativa al tempo di Gesù, ed è la lingua in cui furono scritte alcune parti del Libro di Daniele, Libro di Esdra e il Talmud babilonese. L'aramaico rimase la lingua franca del Medio Oriente fino all'età islamica.
Esempi di nomi giudeo-aramaici, sono: עבד־נגו Sgadrach, Meshach e Abednego (ʻĂḇēḏ-nəḡô), בר־תלמי Bartholomeo, Bar-Talmay, תום Tôm, e Bar Kochba.

## Nomi greco-ebraici
A causa dell'ellenizzazione del Mediterraneo orientale e dei flussi migratori di ebrei in queste aree, molti nomi ebraici furono tradotti in greco, fenomeno rafforzato dalla traduzione del Tanakh ebrwico nella Septuaginta greca.

Molti dei nomi nell'Antico Testamento sono di origine ebraica e aramaica, e furono adattati al greco da altri autori cristiani come Paolo di Tarso.
Fra questi nomi ebreo-greci troviamo: Ιησους Gesù, traslitterato: Iēsous (dall'ebraico ישׁוע Yēšûªʻ), Νωη Noè, trasl. Nōē (in origine נח Nōªḥ), Ισαιας Isaia, trasl. Isaias (in origine ישׁעיהו Yəšaʻªyāhû), Ισραήλ Israele, trasl. Israēl (derivato da ישראל  Yiśrā'ēl che probabilmente significa "persona (anima) che vede Dio" . Emanuele, trasl. Emmanuēl (derivato dall'ebraico עִמָּנוּאֵל ʻImmānûʼēl "Dio [è ] con noi" o dal Greco Εμοί εν Ηλ(ί).
In quel periodo, anche gli Ebrei adottavano nomi greci detti Gentili, come l'evangelista Luca (Λουκας, trasl. Loukas). Esistono traduzioni in ebraico di questi nomi greci, ma sono estremamente rare.

## Nomi ebraico-latini
La maggioranza dei nomi ebraici fu adattata alla lingua greca della Septuaginta. Alcuni nomi furono tradotti una seconda volta dal greco al latino.
Questi nomi comprendono: Jesus (dal greco Ιησους Iēsous) e Maria (dal greco Μαριαμ Mariam, una prima volta tradotto dall'ebraico מרים Miriam, trasl. Miryām).

Alcuni Ebrei al tempo dell'Impero romano avevano nomi propri di origine latina, come l'evangelista Marco (in latino Marcus). Come i nomi ebraici di quel periodo e di origine greca, così anche sono molto rari nei secoli successivi i nomi ebraici di origine latina.

## Nomi ebraico-arabi
Un esempio noto è l'ebraico Šəmûʼēl (Samuele), proverbiale per la sua fedeltà ai suoi fratelli in spirito.
L'espansione dell'Islam e la creazione di un Califfato arabo, imposero la lingua araba come lingua franca del Medio Oriente e dei popoli Berberi del Nord Africa. Il Corano presenta nomi di origine ebraica, tradotti dall'aramaico in arabo, oltre al ruolo storico delle comunità ebraiche e cristiane per secoli convissute in pace e totale libertà religiosa, sotto un dominio islamico (come il Sultanato di Granada).

Essendo l'arabo la lingua comune, ebrei e cristiani si adeguarono ad utilizzare la traduzione araba dei nomi ebraici, come nel XX secolo ebrei di lingua inglese (e talora anche musulmani) utilizzano traduzione in inglese dei nomi ebraici o dei nomi arabi: ad esempio, Joshua anziché Yəhôšúªʼ.
Alcuni nomi ebraico-arabi:
- Ayub, trasl. ʼAyyūb أيّوب (dall'ebraico איוב Giobbe, trasl.ʼIyyôḇ)
- Yusuf, trasl. Yūsuf يوسف (dall'ebraico יוסף Giuseppe, trasl. Yôsēp̄)
- Daud, trasl. Dāʼūd داۇد (dall'ebraico דוד Davide, trasl. Dāwiḏ)
- ʼIsmāʻīl اسماعيل (dall'ebraico ישׁמעאל Ismaele, trasl. Yišmāʻêl)
- Ishak, trasl. ʼIsḥāq اسحاق (dall'ebraico יצחק Isacco, trasl. Yiṣḥāq)
- Yakub, trasl. Yaʻqūb يعقوب (dall'ebraico יעקב Giacobbe, trasl. Yaʻªqōḇ)
- Adam, trasl. ʼĀdam آدم (dall'ebraico אדם Adamo, trasl. ʼĀḏām)
- Hawwa, trasl. Ḥawwāʼ حواء (dall'ebraico חוה Eva, trasl. Ḥawwāh)

L'influenza dell'aramaico è testimoniata da numerosi nomi, come ʼIsḥāq che nella forma siriaca è semplicemente Îsḥāq, in contrasto con forme più fedeli alla limfua ebraica come Yaʻqūb (Giacobbe).
Alcuni di questi nomi ebraici conservano la pronuncia originale ebraica che fu in seguito modificata da regolari cambiamenti fonetici. 
Tipicamente, l'ebraico אל -ʼēl diveniva l'arabo ـايل -īl, el'ebraico יה -yāh diveniva l'arabo ـيا -yāʼ.

## Nomi ebraici inglesi
Giacomo I d'Inghilterra fece tradurre il Tanak dall'ebraico in inglese, divenendo la parte dell'Antico Testamento "interna" alla Bibbia di re Giacomo (Bibbia KJV, King James Version of the Bible).
La diffusione della Bibbia di re Giacomo fece tornare nella lingua comune una serie di nomi ebraici, come suono molto più simili all'origine rispetto alla loro traduzione latina precedente (che non potevano essere resi nell'alfabeto e nelle regole di pronuncia latine): Asshur da אשור ʼAššûr invece di Ασσυρια Assyria, e Shem da שם Šēm invece di Σημ Sēm. Negli anni della delicata questione religiosa, questo era anche un atto di distacco dalla lingua latina della Chiesa cattolica romana, da parte di un monarca amante della politica e del potere assoluto.
Pur tuttavia, alcuni nomi della KJV risentirono dell'influenza del nome del greco. L'influsso ha interessato soprattutto le vocali, più facili a subire nel tempo delle variazioni fonetiche, lasciando intatte le consonanti dei nomi originari, e soltanto in misura minima adeguate alla fonetica delle consonanti che esistevano nell'alfabeto inglese del tempo.

Tutti i nomi della KJV furono tradotti rispettando la convenziome greca di non distinguere fra consonante dolce e dāḡeš per l'ebraico: ב bêṯ, ג gîmel e ד dāleṯ, così come per la ג gîmel seguita dalla consonante ע ġáyin.

Questi costumi di ebraico-greco-inglesi sono documentati dalle traduzioni di Judah, Isaiah, e Jeremiah. Altri nomi furono adattati direttamente dal greco in inglese, senza alcuna influenza dell'originale ebraico: Isaac, Moses e Jesse.
Insieme ai nomi tradotti nel Nuovo Testamento dalla King James Version, essi costituiscono la stragrande maggioranza dei nomi ebraici viventi nella lingua inglese parlata del secondo millennio.